# Spaciement

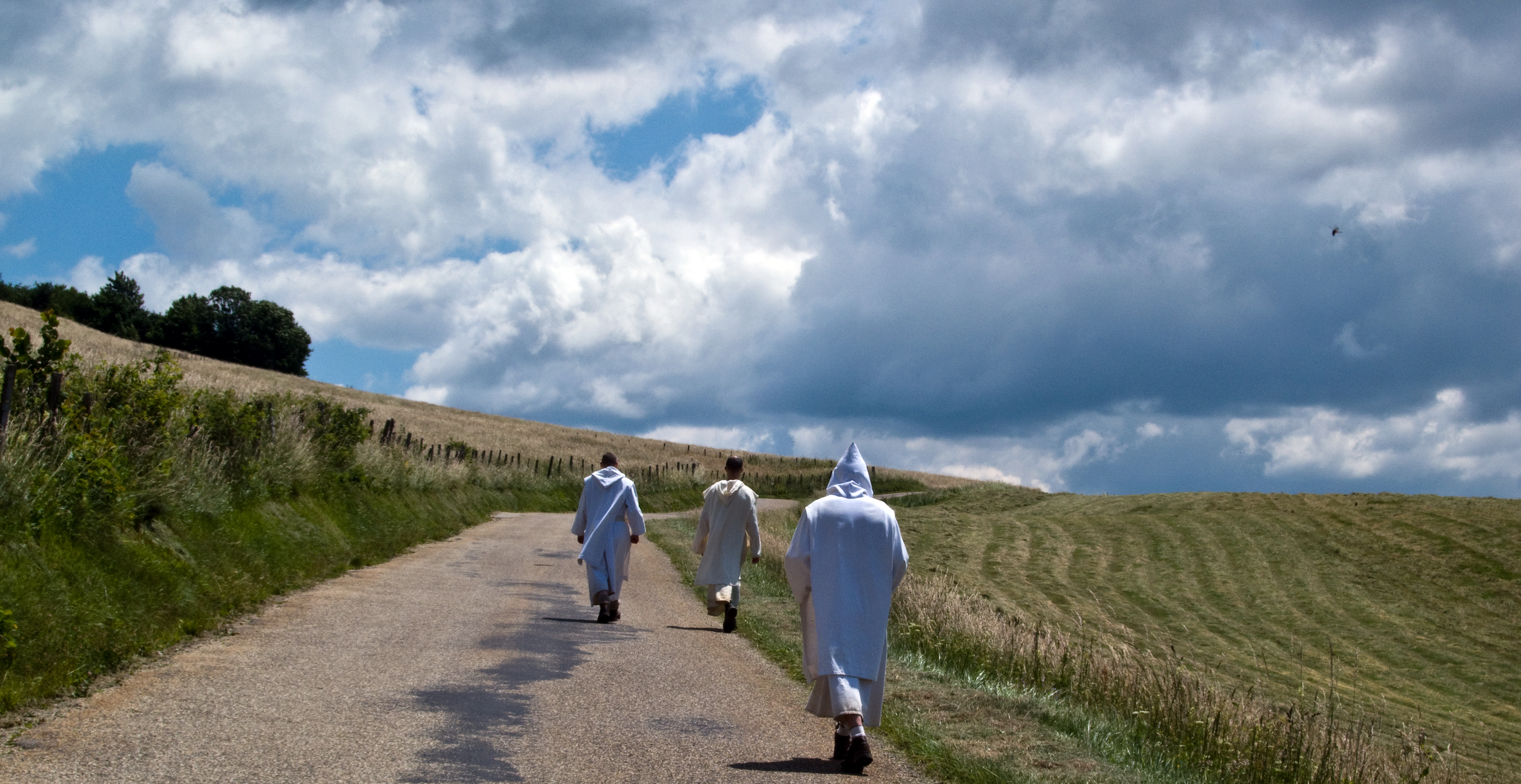
Chartreux de Notre-Dame de Portes lors d'un spaciement, Ain (01).

Le spaciement (latin spatiamentum ou spaciamentum), parfois orthographié spatiement, est la promenade hebdomadaire, hors de la clôture monastique, réglementée de façon précise par les statuts de l'ordre des Chartreux depuis le XVIIe siècle seulement.

## Sens du mot
Le mot spaciamentum (voir le Glossarium de Du Cange) a d'autres acceptions latines anciennes, mais seule l'acception cartusienne du terme est passée dans le lexique français. Il n'est donc plus utilisé que dans l'ordre des Chartreux et dans les familles religieuses qui se réclament de la spiritualité de saint Bruno (bien que celui-ci ait ignoré la pratique du spaciement introduite plus tardivement). 

## Histoire et origine
Saint Bruno et les Chartreux du Moyen Âge ignoraient la pratique du spaciement, les limites du désert cartusien (plus vastes que la clôture conventuelle) garantissant alors aux moines un espace vital mieux protégé et plus isolé. 
À partir du XIVe siècle, lorsque des chartreuses s'installent à proximité d'agglomérations, voire au cœur de villes (Paris dès le XIIIe siècle), on voit apparaître dans la littérature cartusienne la notion de spaciamentum désignant une récréation hors cellule. Mais ce ne fut que sous le priorat de Dom Le Masson, au XVIIe siècle, que la clôture des monastères d'hommes fut fixée avec plus de rigueur, accompagnée de l'organisation corollaire de récréations hebdomadaires hors clôture, et de la suppression des « recordations » (répétitions de chant commune prévues par les coutumes de Guigues Ier). 
Le spaciement ne doit donc pas être confondu avec la récréation, plus brève, qui a lieu à l'intérieur de la clôture, le dimanche et à certains jours de fête, après l'office de None.

## Pratique contemporaine
Selon les communautés, les participants se répartissent en grands marcheurs, moyens marcheurs et petits marcheurs (Pères âgés ou malades). Ils cheminent par groupes de deux ou trois, espacés de manière à préserver l'intimité des conversations. À intervalles réguliers, les groupes se rejoignent et se reforment, de façon qu'à la fin de la promenade chaque participant ait pu parler avec tous les confrères présents. 
Le spaciement est obligatoire pour les moines de chœur (Pères) et nul ne peut en être dispensé, sinon ponctuellement. 
On distingue : 
- le spaciement hebdomadaire, qui a lieu le premier jour libre de la semaine, généralement le lundi, entre none et vêpres. Il dure environ 3 heures.
- le spaciement prolongé, qui a lieu à certaines occasions de l'année (avant l'entrée en Avent, en Carême, après Noël et Pâques, etc.) et qui peut être accordé à la communauté à certaines occasions extraordinaires (visite canonique, anniversaire de fondation, etc.). Comme son nom l'indique, le spaciement prolongé dure environ une heure de plus que le spaciement hebdomadaire.
- le grand spaciement, annuel, est la seule occasion pour la communauté de sortir non seulement de la clôture, mais aussi des « limites » du désert monastique, appelées aussi « limites du spaciement » définies au moment de chaque fondation. C'est aussi la seule occasion où la communauté est autorisée à prendre un repas hors du monastère.

Les frères convers ont un spaciement mensuel, facultatif.